# Sezon 2015/2016 w curlingu
Zestawienie rozgrywek curlingowych w sezonie 2015/2016, który rozpocznie się we wrześniu 2015 a zakończy w kwietniu roku następnego.
|                               | Zawody                                                                             | 1.                                           | 2.                          | 3.                                |
| ----------------------------- | ---------------------------------------------------------------------------------- | -------------------------------------------- | --------------------------- | --------------------------------- |
|                               | Mistrzostwa Świata Mikstów Berno, 12–19 września 2015                              | Steffen Walstad                              | Rasmus Wranå                | Ji Yansong                        |
|                               | Mistrzostwa Europy - Grupa C Champéry, 12–17 października 2015                     | Pauline Jeanneret                            | Nina Kremzar                | Alison Fyfe                       |
| Juraj Gallo                   | Mistrzostwa Europy - Grupa C Champéry, 12–17 października 2015                     | Tomas Tišler                                 | Wilfrid Coulot              |                                   |
|                               | Kwalifikacje do Mistrzostw Świata w Curlingu na Wózkach Lohja, 7–12 listopada 2015 | Rune Lorentsen                               | Yang Hui-tae                | Patrik Kallin                     |
|                               | Mistrzostwa Azji i Strefy Pacyfiku Ałmaty, 7–14 listopada 2015                     | Satsuki Fujisawa                             | Kim Ji-sun                  | Liu Sijia                         |
| Kim Soo-hyuk                  | Mistrzostwa Azji i Strefy Pacyfiku Ałmaty, 7–14 listopada 2015                     | Yusuke Morozumi                              | Zang Jialiang               |                                   |
| Kanada                        | Canadian Mixed Curling Championship Toronto, 8–14 listopada 2015                   | Mick Lizmore                                 | Bruce Korte                 | Colin Koivula                     |
|                               | Mistrzostwa Europy Esbjerg, 20–28 listopada 2015                                   | Anna Sidorowa                                | Eve Muirhead                | Oona Kauste                       |
| Niklas Edin                   | Mistrzostwa Europy Esbjerg, 20–28 listopada 2015                                   | Peter de Cruz                                | Thomas Ulsrud               |                                   |
| Kanada                        | Travelers Curling Club Championships Halifax, 23–28 listopada 2015                 | Lisa Jackson                                 | Tina Mazerolle              | Nanette Dupont                    |
| Kanada                        | Travelers Curling Club Championships Halifax, 23–28 listopada 2015                 | Andrew Symonds                               | Tyler Drews                 | Stephane Lamy                     |
| Kanada                        | Canada Cup Grande Prairie, 2-6 grudnia 2015                                        | Rachel Homan                                 | Valerie Sweeting            | Jennifer Jones                    |
| Kanada                        | Canada Cup Grande Prairie, 2-6 grudnia 2015                                        | Kevin Koe                                    | Mike McEwen                 | John Epping                       |
|                               | Mistrzostwa świata juniorów gr. B Lohja, 3-9 stycznia 2016                         | Jewgienija Demkina                           | Ayano Tsuchiya              | Dorottya Palancsa                 |
| Aleksander Eremin             | Mistrzostwa świata juniorów gr. B Lohja, 3-9 stycznia 2016                         | Tobias Thune Jacobsen                        | Lee Ki-jeong                |                                   |
|                               | Continental Cup Las Vegas, 14–17 stycznia 2016                                     | Ameryka Północna                             | Świat                       | –                                 |
| Kanada                        | Canadian Junior Curling Championships Stratford, 23-31 stycznia 2016               | Mary Fay                                     | Sarah Daniels               | Justine Comeau                    |
| Kanada                        | Canadian Junior Curling Championships Stratford, 23-31 stycznia 2016               | Matt Dunstone                                | Tanner Horgan               | Tyler Tardi                       |
| Polska                        | Ogólnopolska Olimpiada Młodzieży Świdnica, 15–18 lutego 2016                       | CCC Warszawa                                 | Sopot CC Wa Ku'ta           | Gdańsk CC                         |
| Polska                        | Ogólnopolska Olimpiada Młodzieży Świdnica, 15–18 lutego 2016                       | CCC Warszawa                                 | CCC Warszawa                | AZS Gliwice                       |
|                               | Zimowe Igrzyska Olimpijskie Młodzieży Lillehammer, 12–21 lutego 2016               | Mary Fay                                     | Luc Violette                | Selina Witschonke                 |
| Yako Matsuzawa Philipp Hoesli | Zimowe Igrzyska Olimpijskie Młodzieży Lillehammer, 12–21 lutego 2016               | Yu Han Ross Whyte                            | Ruiyi Zhao Andreas Haarstad |                                   |
| Kanada                        | Scotties Tournament of Hearts Grande Prairie, 20–28 lutego 2016                    | Chelsea Carey                                | Krista McCarville           | Jennifer Jones                    |
|                               | Mistrzostwa Świata w Curlingu na Wózkach Lucerne, 21–28 lutego 2016                | Andriej Smirnow                              | Rune Johansson              | Yang Hui-tae                      |
|                               | Mistrzostwa Świata Juniorów Erzurum, 5–13 marca 2016                               | Mary Fay                                     | Cory Christensen            | Kim Min-ji                        |
| Bruce Mouat                   | Mistrzostwa Świata Juniorów Erzurum, 5–13 marca 2016                               | Korey Dropkin                                | Matt Dunstone               |                                   |
| Kanada                        | Tim Hortons Brier Ottawa, 5–13 marca 2016                                          | Kevin Koe                                    | Brad Gushue                 | Brad Jacobs                       |
|                               | Mistrzostwa Świata Kobiet Swift Current, 19–27 marca 2016                          | Binia Feltscher                              | Satsuki Fujisawa            | Anna Sidorowa                     |
| Kanada                        | Canadian Senior Curling Championships Digby, 28 marca–2 kwietnia 2016              | Colleen Jones                                | Sherry Anderson             | Cathy King                        |
| Kanada                        | Canadian Senior Curling Championships Digby, 28 marca–2 kwietnia 2016              | Bryan Cochrane                               | Randy Neufeld               | Alan O’Leary                      |
|                               | Mistrzostwa Świata Mężczyzn Bazylea, 2–10 kwietnia 2016                            | Kevin Koe                                    | Rasmus Stjerne              | John Shuster                      |
| Polska                        | Mistrzostwa Polski Cieszyn, 10–13 kwietnia 2016                                    | Marta Pluta AZS Gliwice                      | Adela Walczak POS Łódź      | Marta Szeliga-Frynia ŚKC Katowice |
| Polska                        | Mistrzostwa Polski Cieszyn, 10–13 kwietnia 2016                                    | Borys Jasiecki Sopot Curling Club Wu ka'ta   | Tomasz Zioło ŚKC Katowice   | Andrzej Augustyniak AZS Gliwice   |
|                               | Mistrzostwa Świata Par Mieszanych Karlstad, 16–23 kwietnia 2016                    | Aleksandr Kruszelnicki Anastasija Bryzgałowa | Ba Dexin Wang Rui           | Joe Polo Tabitha Peterson         |
|                               | Mistrzostwa Świata Seniorów Karlstad, 16–23 kwietnia 2016                          | Jackie Lockhart                              | Monika Wagner               | Gunilla Arfwidsson-Edlund         |
| Mats Wranå                    | Mistrzostwa Świata Seniorów Karlstad, 16–23 kwietnia 2016                          | Randy Neufeld                                | Peter Wilson                |                                   |
|                               | Mistrzostwa Europy - Grupa C Lublana, 25 kwietnia–1 maja 2016                      | Alina Pavlyuchik                             | Virginija Paulauskaite      | Constanze Ocker                   |
| Martin Lill                   | Mistrzostwa Europy - Grupa C Lublana, 25 kwietnia–1 maja 2016                      | Jean-Olivier Biechely                        | Alan Mitchell               |                                   |

## Eliminacje do Mistrzostw Kanady 2016
| Prowincja                    | Kobiety Scotties Tournament of Hearts Grande Prairie, 20–28 lutego 2016                  | Kobiety Scotties Tournament of Hearts Grande Prairie, 20–28 lutego 2016 | Mężczyźni Tim Hortons Brier Ottawa, 5–13 marca 2016                                      | Mężczyźni Tim Hortons Brier Ottawa, 5–13 marca 2016 |
| ---------------------------- | ---------------------------------------------------------------------------------------- | ----------------------------------------------------------------------- | ---------------------------------------------------------------------------------------- | --------------------------------------------------- |
| Alberta                      | AB Scotties Tournament of Hearts Calgary, 20 – 24 stycznia 2015                          | Chelsea Carey                                                           | Boston Pizza Cup Camrose, 10–14 lutego 2016                                              | Kevin Koe                                           |
| Jukon                        | Yukon Scotties Tournament of Hearts Atlin, 14–17 stycznia 2016                           | Nicole Baldwin                                                          | Yukon Men’s Curling Championship Atlin, 14–17 stycznia 2016                              | Bob Smallwood                                       |
| Kolumbia Brytyjska           | BC Scotties Tournament of Hearts Coquitlam, 19–24 stycznia 2016                          | Karla Thompson                                                          | Canadian Direct Insurance BC Men’s Curling Championship Nelson, 10–14 lutego 2016        | Jim Cotter                                          |
| Manitoba                     | MB Scotties Tournament of Hearts Beausejour, 20–24 stycznia 2016                         | Kerri Einarson                                                          | Safeway Championship Selkirk, 10–14 lutego 2016                                          | Mike McEwen                                         |
| Northern Ontario             | NO Scotties Tournament of Hearts Timmins, 20–24 stycznia 2016                            | Krista McCarville                                                       | The Dominion NO Provincial Men’s Championship North Bay, 10–14 lutego 2016               | Brad Jacobs                                         |
| Nowa Fundlandia i Labrador   | NL Scotties Tournament of Hearts St. John’s, 26-31 stycznia 2016                         | Stacie Curtis                                                           | Newfoundland and Labrador Tankard St. John’s, 26-31 stycznia 2016                        | Brad Gushue                                         |
| Nowa Szkocja                 | NS Scotties Tournament of Hearts Halifax, 18–24 stycznia 2016                            | Jill Brothers                                                           | Molson Coors Tankard Halifax, 18–24 stycznia                                             | Jamie Murphy                                        |
| Nowy Brunszwik               | NB Scotties Tournament of Hearts Moncton, 28-31 stycznia 2016                            | Sylvie Robichaud                                                        | Molson Canadian Men’s Provincial Curling Championship Rothesay, 4-7 lutego 2016          | Mike Kennedy                                        |
| Nunavut                      | NU Scotties Tournament of Hearts Iqaluit, 7-9 stycznia 2016                              | Geneva Chislett                                                         | Nunavut Men’s Curling Championship Iqaluit, 7-9 stycznia 2016                            | Wade Kingdon                                        |
| Ontario                      | ON Scotties Tournament of Hearts Brampton, 18–24 stycznia 2016                           | Jenn Hanna                                                              | Dominion Tankard Brantford, 1-7 lutego 2016                                              | Glenn Howard                                        |
| Quebec                       | Championnat Provincial des Coeurs Scotties Salaberry-de-Valleyfield, 17–24 stycznia 2016 | Marie-France Larouche                                                   | Championnat provincial de curling masculin Salaberry-de-Valleyfield, 17–24 stycznia 2016 | Jean-Michel Ménard                                  |
| Saskatchewan                 | SK Scotties Tournament of Hearts Prince Albert, 27-31 stycznia 2016                      | olene Campbell                                                          | SaskTel Tankard Kindersley, 3-7 lutego 2016                                              | Steve Laycock                                       |
| Terytoria Północno-Zachodnie | NWT Scotties Tournament of Hearts Hay River, 8=27-31 stycznia 2016                       | Kerry Galusha                                                           | NWT Men’s Curling Championship Hay River, 8=27-31 stycznia 2016                          | Jamie Koe                                           |
| Wyspa Księcia Edwarda        | PEI Scotties Tournament of Hearts Montague, 15–19 stycznia 2016                          | Suzanne Birt                                                            | PEI Tankard Charlottetown, 29 stycznia–2 lutego 2016                                     | Adam Casey                                          |
| Team Canada                  | Scotties Tournament of Hearts 2015 Moose Jaw, 12–22 lutego 2015                          | Jennifer Jones                                                          | Tim Hortons Brier 2015 Calgary, 28 lutego-8 marca 2015                                   | John Morris                                         |